# Поповцы (Львовская область)
Поповцы (укр. Попівці) — село в Подкаменской поселковой общине Золочевского района Львовской области Украины.
Население по переписи 2001 года составляло 477 человек. Занимает площадь 2,121 км². Почтовый индекс — 80655. Телефонный код — 3266.